# Tomo Miličević
Tomislav « Tomo » Miličević (né le 3 septembre 1979 à Sarajevo, Bosnie-Herzégovine) est, de 2003 à 2018, le guitariste du groupe de rock alternatif américain Thirty Seconds to Mars. Tomo a une sœur, l'actrice Ivana Miličević.

## Biographie
Il est né le 3 septembre 1979 à Sarajevo en Bosnie-Herzégovine. Croate de Bosnie-Herzégovine, sa famille a émigré aux États-Unis pour s'installer à Détroit dans le Michigan quand Tomo avait 8 ans.
À 3 ans il jouait du violon avec son oncle Bill Miličević. Il n'aimait pas la guitare, instrument qu'il trouvait trop simple. Au début de l'adolescence, il découvre le rock et la musique devient sa passion.
Il a joué avec un groupe de musique de son comté appelé Morphic. Il ne réussit pas à lancer sa carrière, il décide donc de vendre ses instruments. Il avait même ouvert un compte sur eBay pour les vendre. Le lendemain, il est tombé sur une annonce pour auditionner pour le groupe Thirty Seconds to Mars. Il est choisi parmi 200 autres guitaristes,. Il joue depuis le 8 février 2003 avec le groupe. Le 11 juin 2018 annonce dans un communiqué qu'il quitte le groupe après 15 ans.
Il est influencé par la musique de Led Zeppelin, Deep Purple, le premier album de Metallica, The Who, Alice in Chains et Slayer.
Fiancé avec Julia, ils vivent dans le sud de la France depuis 2024

## Instrument
- Guitares : Gibson Les Paul Custom Ebony, Gibson Les Paul Axcess Standard EB, Fender Jazzmaster Classic Player BK, Fender Blacktop Jazzmaster HS RW, Fender Jazzmaster 1964.
- Ampli : Mesa Boogie 4x12 Standard Cabinet avec Mesa Boogie Triple Rectifier, Budda Super Drive 30 2x12 combo Amp, Budda Super Drive 45 2x12 combo Amp.
- Pédales : Keeley two-knob Comprossor, Ernie Ball VP JR Volume Pedal, Vox Wah Wah, Digitech Whammy 4, Devi ever Soda Meiser Fuzz, BOSS DC-2 Dimension C, BOSS BF-3 Flanger, BOSS PH-3 Phase Shifter, BOSS PS-5 Super Shifter, BOSS SL-20 Slicer (MIDI Sync'D), BOSS DD-20 GigaDelay, BOSS RC-20 Loop Station, Electro-Harmonix Tube Zipper, MXR classic 108 Fuzz, Oohlala Quicksilver Delay, BOSS TU-2 Chromatic Tuner, Whirlwind A/B/Y Selector, Lehle P-Split, Meda/Boogie Bigfoot Switcher.
- Cordes : Ernie Ball